# Sanna El Kott
Ne doit pas être confondu avec Lina El Kott.
Sanna El Kott Helander est une athlète suédoise, née le 28 février 1994. Spécialiste de skyrunning , elle a notamment terminée deuxième de l'Olympus Marathon et du High Trail Vanoise en 2018. Elle est la sœur jumelle de Lina El Kott.

## Résultats
| #   | féminin            | Course                                                   | Longueur | Départ            | Temps            |
| 6e  | Médaille d'argent  | Olympus Vertical                                         | 4,3 km   | 22 juin 2018      | 47 min 46 s      |
| 20e | Médaille d'argent  | Olympus Marathon                                         | 44 km    | 23 juin 2018      | 5 h 23 min 11 s  |
| 25e | 8e                 | Kilomètre Vertical Face de Bellevarde                    | 3 km     | 6 juillet 2018    | 43 min 11 s      |
| 13e | Médaille d'argent  | High Trail Vanoise                                       | 70 km    | 7 juillet 2018    | 10 h 39 min 53 s |
| 57e | Médaille de bronze | DoloMyths Run                                            | 22 km    | 22 juillet 2018   | 2 h 33 min 46 s  |
| 48e | Médaille de bronze | SkyRace Comapedrosa                                      | 21 km    | 29 juillet 2018   | 3 h 11 min 53 s  |
| 16e | Médaille d'or      | Monte Rosa SkyMarathon                                   | 35 km    | 19 juin 2021      | 6 h 22 min 12 s  |
| 33e | 6e                 | Championnats du monde de skyrunning - Kilomètre vertical | 2,8 km   | 9 juillet 2021    | 46 min 8 s       |
| 41e | 10e                | Championnats du monde de skyrunning - SkyMarathon        | 42 km    | 11 juillet 2021   | 5 h 38 min 5 s   |
| 5e  | Médaille d'argent  | Silvretta Run 3000 MEDIUM                                | 29,9 km  | 16 juillet 2022   | 2 h 48 min 11 s  |
| 16e | Médaille d'argent  | Schlegeis 3000 SkyRace                                   | 34 km    | 23 juillet 2022   | 4 h 46 min 14 s  |
| 47e | 6e                 | Championnats du monde de skyrunning - SkyMarathon        | 31 km    | 11 septembre 2022 | 3 h 42 min 44 s  |
| 14e | Médaille de bronze | Ultra-Trail Snowdonia - 50K                              | 55 km    | 11 mai 2024       | 7 h 36 min 41 s  |
| 14e | Médaille d'or      | Monte Rosa SkyMarathon                                   | 35 km    | 14 juin 2025      | 6 h 17 min 3 s   |